# 玛丽亚·耶利内克
玛丽亚·耶利内克（捷克語：Maria Jelinek，1942年11月16日—），加拿大女子花样滑冰运动员。她曾代表加拿大参加世界花样滑冰锦标赛，获得一枚金牌、一枚银牌和二枚铜牌。她也参加了1960年冬季奥运会。

## 家庭
哥哥奥托·耶利内克。